# Rossmanit
Das Mineral Rossmanit ist ein eher seltenes Ringsilikat aus der Turmalingruppe mit der idealisierten chemischen Zusammensetzung ◻(LiAl2)Al6(Si6O18)(BO3)3(OH)3OH. Das Quadrat-Symbol (□) steht dabei für einen nicht besetzten Platz in der Kristallstruktur.
Anhand äußerer Kennzeichen ist Rossmanit nicht von anderen, schwach gefärbten, elbaitischen, dravitischen oder uvitischen Turmalinen zu unterscheiden. Sie kristallisieren mit trigonaler Symmetrie und bilden farblose bis rosafarbene, seltener gelbe oder grünliche, prismatische Kristalle von einigen Millimetern bis Zentimetern Größe. Die Prismenflächen können, wie bei vielen Turmalinen, in Längsrichtung gestreift sein. Im Dünnschliff erscheinen sie farblos. Wie alle Minerale der Turmalingruppe sind sie pyroelektrisch und piezoelektrisch.
Rossmanit ist an einigen lithiumreichen Pegmatiten weltweit nachgewiesen worden. Die Typlokalität ist die Albit-Lepidolith-Zone im Kernbereich eines zonierten Pegmatits in den Biotit- und Hornblende-Gneisen in der Nähe von Rožná, südlich von Bystřice nad Pernštejnem im Okres Žďár nad Sázavou in Tschechien.

## Etymologie und Geschichte
Bereits 1966 publizierten El-Hinnawi und Hofmann Analysen eines Lithium-Turmalins mit weitgehend unbesetzter X-Position, den sie damals als Elbait bezeichneten.
Als neues Mineral beschrieben wurde das Leerstellenäquivalent von Elbait erst 32 Jahre später von Julie B. Selway und Mitarbeitern an der University of Manitoba. Sie benannten den neuen Turmalin nach dem Mineralogen George R. Rossman vom California Institute of Technology in Pasadena (Kalifornien), in Anerkennung seiner spektroskopischen Arbeiten über Turmalin und seiner weitreichenden Beiträge zur Mineralogie im Allgemeinen.

## Klassifikation
In der strukturellen Klassifikation der IMA gehört Rossmanit zur Leerstellen-Untergruppe 2 der Leerstellen-Gruppe in der Turmalinobergruppe.
Da Rossmanit erst 1998 als eigenständiges Mineral beschrieben wurde, ist es in der seit 1977 veralteten 8. Auflage der Mineralsystematik nach Strunz noch nicht verzeichnet. Einzig im Lapis-Mineralienverzeichnis nach Stefan Weiß, das sich aus Rücksicht auf private Sammler und institutionelle Sammlungen noch nach dieser alten Form der Systematik von Karl Hugo Strunz richtet, erhielt das Mineral die System- und Mineral-Nummer VIII/E.19-05. In der „Lapis-Systematik“ entspricht dies der Klasse der „Silikate und Germanate“ und dort der Abteilung „Ringsilikate (Cyclosilikate)“, wo Rossmanit zusammen mit Adachiit, Bosiit, Chromdravit (heute Chrom-Dravit), Chromo-Aluminopovondrait (heute Chromo-Alumino-Povondrait), Darrellhenryit, Dravit, Elbait, Feruvit, Fluor-Buergerit, Fluor-Dravit, Fluor-Elbait, Fluor-Liddicoatit, Fluor-Schörl, Fluor-Tsilaisit, Fluor-Uvit, Foitit, Lucchesiit, Luinait-(OH) (heute diskreditiert), Magnesiofoitit, Maruyamait, Oxy-Chromdravit (heute Oxy-Chrom-Dravit), Oxy-Dravit, Oxy-Foitit, Oxy-Schörl, Oxy-Vanadiumdravit (heute Oxy-Vanadium-Dravit), Schörl, Olenit, Povondrait, Tsilaisit, Uvit, Vanadio-Oxy-Chromdravit (heute Vanadio-Oxy-Chrom-Dravit) und Vanadio-Oxy-Dravit die „Turmalin-Gruppe“ bildet (Stand 2018).
Die seit 2001 gültige und von der International Mineralogical Association (IMA) bis 2009 aktualisierte 9. Auflage der Strunz’schen Mineralsystematik ordnet den Rossmanit ebenfalls in die Abteilung der „Ringsilikate“ ein. Diese ist allerdings weiter unterteilt nach der Struktur der Ringe und der möglichen Anwesenheit inselartiger, komplexer Anionen, so dass das Mineral entsprechend seiner Zusammensetzung in der Unterabteilung „[Si6O18]12−-Sechser-Einfachringe mit inselartigen, komplexen Anionen“ zu finden ist, wo es zusammen mit  Buergerit (Rd, heute Fluor-Buergerit), Chromdravit (heute Chrom-Dravit), Dravit, Elbait, Feruvit, Foitit, Liddicoatit (heute Fluor-Liddicoatit), Magnesiofoitit, Olenit, Povondrait, Schörl, Uvit und Vanadiumdravit (Rd, heute Oxy-Vanadium-Dravit) zur „Turmalingruppe“ mit der System-Nr. 9.CK.05 gehört.
Auch die vorwiegend im englischen Sprachraum gebräuchliche Systematik der Minerale nach Dana ordnet den Rossmanit in die Klasse der „Silikate und Germanate“ und dort in die Abteilung der „Ringsilikate: Sechserringe“ ein. Hier ist er zusammen mit Magnesio-Foitit und Foitit in der „Foitit-Untergruppe“ mit der System-Nr. 61.03a.01 innerhalb der Unterabteilung „Ringsilikate: Sechserringe mit Boratgruppen (Alkali-untersättigte Turmalin-Untergruppe)“ zu finden.

## Chemismus
Rossmanit ist das Leerstellen-Analog von Elbait bzw. das Lithium-Aluminium-Analog von Foitit oder Magnesio-Foitit und hat die idealisierte Zusammensetzung [X]◻[Y](LiAl2)[Z]Al6([T]Si6O18)(BO3)3[V](OH)3[W](OH), wobei [X], [Y], [Z], [T], [V] und [W] die Positionen in der Turmalinstruktur sind. Für den Rossmanit aus der Typlokalität wurde folgende empirische Zusammensetzung ermittelt:
- [X](◻0,57Na0,43) [Y](Li+0,71Al2,17) [Z]Al6 [[T](Si5,92)O18](B2,92O9) [V](OH)3 [W][(OH) 0,83F0,1O2−0,07]

Rossmanit bildet komplexe Mischkristallreihen unter anderem mit Elbait, Liddicoatit, Darrellhenryit, Alumino-Oxy-Rossmanit und dem hypothetischen Oxy-Rossmanit und Fluor-Rossmanit entsprechend der Austauschreaktionen
- [X]◻ + [Y]Al3+ = [X]Ca2+ + [Y]Li+ (Liddicoatit)[14]
- [X]◻ + [Y]Al3+0,5 = [X]Na+ + [Y]Li+0,5 (Elbait)[14]
- [W]OH− = [W]F− (Fluor-Rossmanit)[14][15]
- [Y]Li+0,5 + [W](OH)− = [Y]Al3+0,5 + [W]O2− (Oxy-Rossmanit)[16]
- [X]◻ + [W](OH)− = [X]Na + [W]O2− (Darrellhenryit)
- [Y]Li+ + [Z]Si4+ + [W](OH)− = [Y]Al3+ + [Z]Al3+ + [W]O2− (Alumino-Oxy-Rossmanit)[17]

## Kristallstruktur
Rossmanit kristallisiert mit trigonaler Symmetrie in der Raumgruppe R3m (Raumgruppen-Nr. 160) mit 3 Formeleinheiten pro Elementarzelle. Die Gitterparameter des natürlichen Mischkristalls aus der Typlokalität sind: a = 15,770(2) Å, c = 7,085(1) Å.
Die Kristallstruktur ist die von Turmalin. Die von 9 bis 10 Sauerstoffen umgebene X-Position ist nicht oder nur gering besetzt, die oktaedrisch koordinierte [Y]-Position ist gemischt besetzt mit Lithium (Li+) und zwei Aluminium (Al3+) und die kleinere, ebenfalls oktaedrisch koordinierte [Z]-Position enthält (Al3+). Silizium (Si4+) besetzt die tetraedrisch koordinierte [T]-Position und die [W]-Anionenposition ist mit einem OH−-Ion besetzt.

## Bildung und Fundorte
Seit seiner Anerkennung als neues Mineral im Jahr 1996 wurde Rossmanit in zahlreichen Pegmatiten weltweit nachgewiesen.
Die Typlokalität ist ein Lepidolith-Pagmatit in den migmatitischen Biotit- und Hornblende-Gneisen in der Nähe von Rožná, südlich von Bystřice nad Pernštejnem im Okres Žďár nad Sázavou in Tschechien. Diese klassische Fundstelle wurde bereits im 18. Jahrhundert untersucht. Martin Heinrich Klaproth beschrieb hier 1792 den Lithiumglimmer Lepidolith und 1810 einen Rubellit. Rossmanit wurde im zentralen Lepidolith-Bereich dieses komplex zonierten Pegmatits gefunden, wo er zusammen mit Elbait, Lepidolith, Albit und akzessorisch Apatit, Topaz, Beryll, Amblygonit-Montebrasit-Mischkristallen, Manganocolumbit und Cassiterit auftritt.
In Deutschland wurden farblose bis schwach rosa gefärbte Rossmanit-Fluor-Elbait-Mischkristalle in einem Pegmatit bei Wolkenburg/Mulde in Limbach-Oberfrohna, Sachsen gefunden.
Rossmanitische Turmaline wurden auch in einigen Pegmatiten Afrikas gefunden und als Schmuckstein abgebaut. In den Flusssedimenten bei Muva des östlichen Alto Ligonha Pegmatitgebietes in der Provinz Zambezia, Mosambik, wurde gelber Rossmanit und Fluor-Rossmanit gefunden. Gebildet wurde er vermutlich in den LCT-Pegmatiten der Region. Weitere Vorkommen liegen in Namibia, Nigeria und Tansania.